# Igo Etrich

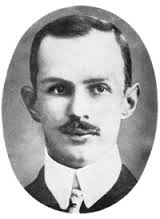
Ignaz "Igo" Etrich

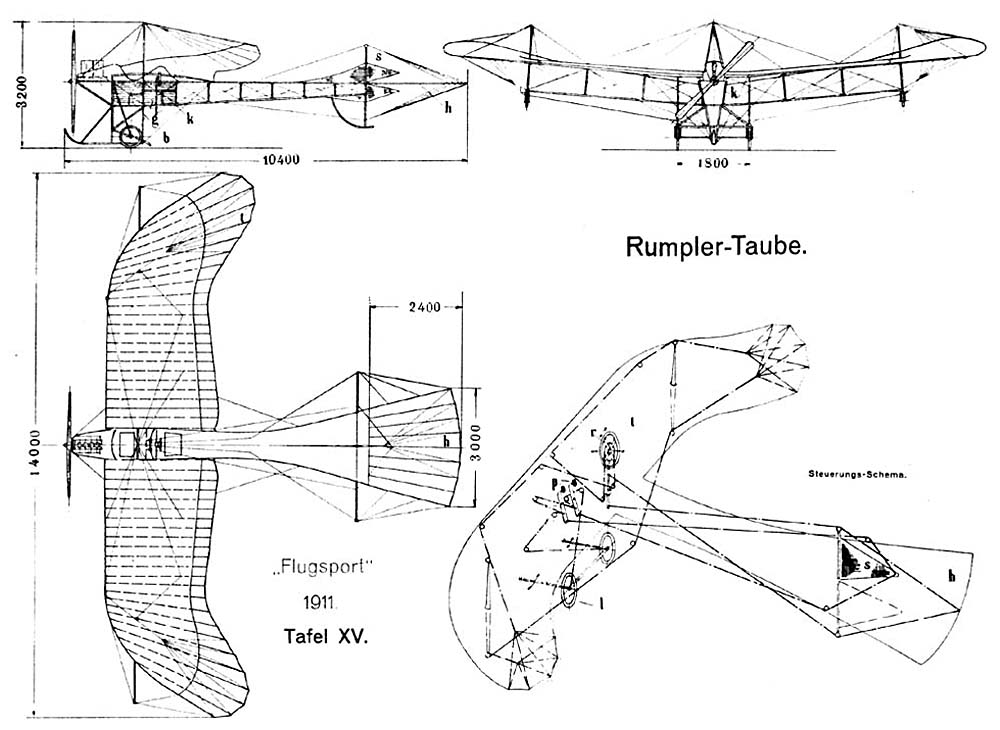
Progetto del Taube.

Ignaz Etrich, detto Igo (Ober Altstadt, 25 dicembre 1879 – Salisburgo, 4 febbraio 1967), è stato un aviatore e ingegnere austro-ungarico, poi austriaco, creatore del monoplano Etrich Taube.